# دوروتی استنگ
دوروتی استنگ (انگلیسی: Dorothy Stang; ۷ ژوئن ۱۹۳۱ – ۱۲ فوریهٔ ۲۰۰۵) خواهر روحانی اهل ایالات متحده آمریکا بود. وی در برزیل متولد شد و از اعضای گروه مذهبی کلیسای کاتولیک خواهران بانوی نامور ما بود که در شهر آناپو در استان پارا در حوضه آمازون برزیل به قتل رسید. استانگ در تلاشهایش از فقرا و محیط زیست دفاع می‌کرد و قبل از این نیز از جانب چوب‌برهای غیرقانونی و صاحبان زمین تهدید به مرگ شده بود.
وی همچنین برندهٔ جوایزی همچون جایزه سازمان ملل متحد در زمینه حقوق بشر شده است.

## زندگی
استنگ در ۷ ژوئنِ ۱۹۳۱ در دیتون، اوهایو متولد شد اما برزیلی‌تبار بود. وی در سال ۱۹۴۸ وارد جامعه خواهران نوتردام بانوی نامور ما شد و در ۱۹۵۶ در جامعه خواهران ادای سوگند کرد. از ۱۹۵۱ تا ۱۹۶۶، وی تحصیلات اولیه مذهبی خود را در مدرسه سنت ویکتور آموخت؛ و سپس به مدارس کالوم سیتی، ایلینوی، مدرسه سنت الکساندر در ویلا پارک، ایلینوی مدرسه مقدس‌ترین ترینیتی در ققنوس، در آریزونا تحصیل کرد.
وی در ۱۹۶۶ موعظه خود را در کرواتا برزیل آغاز کرد. استنگ زندگی خود را وقف دفاع از نیازهای کشاورزان و جنگلهای بارانی برزیل کرد. او در اوایل دهه ۱۹۷۰ تمرکز فعالیت‌هایش را صرف دفاع از فقرای روستایی کرد و به دهقانان کمک نمود تا با استخراج محصولات جنگلی زندگی خود را تأمین نمایند و به این ترتیب توطئه صاحبان زمین را خنثی کرد. او همچنین به دنبال حفاظت از دهقانان در برابر باندهای جنایتکار بود و به نمایندگی از آنها به فعالیت‌های اعتراضی پرداخت، از جمله انتشار این شعار در تظاهرات «نابودی جنگل‌ها پایان زندگی ماست».

## فیلم مستند
در تاریخ ۲ مارس ۲۰۰۸، جان دانیلوویچ سفیر آمریکا با برادر دوروتی استنگ، دیوید، دانیل جونگ، ملاقات کرد جونگ توضیح داد که او برای تهیه یک فیلم مستند با خواهرش استنگ به برزیل سفر کرده بود در سیرا برزیل با خواهر مری الیس مک کبی، عضو جمعیت مذهبی دیدار داشتند، دوروتی استنگ و جونگ پس از آن برای دیدار با وزیر دادگستری مارسیو توماس باستوس در خصوص بررسی قتلی که در محل جامعه استنگ در ایالت پارا رخ داده بود ملاقات کردند.
جونگ استنگ در پایان دیدار خود با سفیر آمریکا از سفیر بخاطر حمایت سفارت تشکر کرد و گفت که او از واکنش دولت فدرال برزیل راضی است. با این حال وی در طول ملاقات از مقامات ایالت پارا به دلیل عدم محافظت از خواهرش و نگفتن تسلیت به خاطر این جنایت بسیار انتقاد کرد.
در سال ۲۰۰۸، دانیل جونگ فیلمساز آمریکایی مستندی از خواهرش با عنوان «آنها خواهر دوروتی را کشتند» منتشر کرد. این فیلم توسط مارتین شین در نسخه اصلی به زبان انگلیسی و توسط واگنر مورا در نسخه‌ای به زبان پرتغالی تولید شد. این فیلم در فستیوال جنوب از جنوب غربی که یک فستیوال موزیک در آمریکا است موفق به کسب جایزه شد، جایی که باعث جهانی شدن موضوع دوروتی استنگ گردید.

## اپرا
در سال ۲۰۰۹، اوان مک؛ اپرائی را با محوریت زندگی دوروتی استنگ سرود که در آن فرشتهٔ آمازون تمام کار و زندگی خود را وقف مأموریتش برای کشاورزان و دهقانان برزیل می‌کند و وقایعی را که باعث به قتل رسیدن وی گردید را به تصویر می‌کشد.
اپرای جدید انکامپوس نیز این اپرا را در سال ۲۰۱۰ به صحنه برد و آن را بهبود بخشید.

## قتل

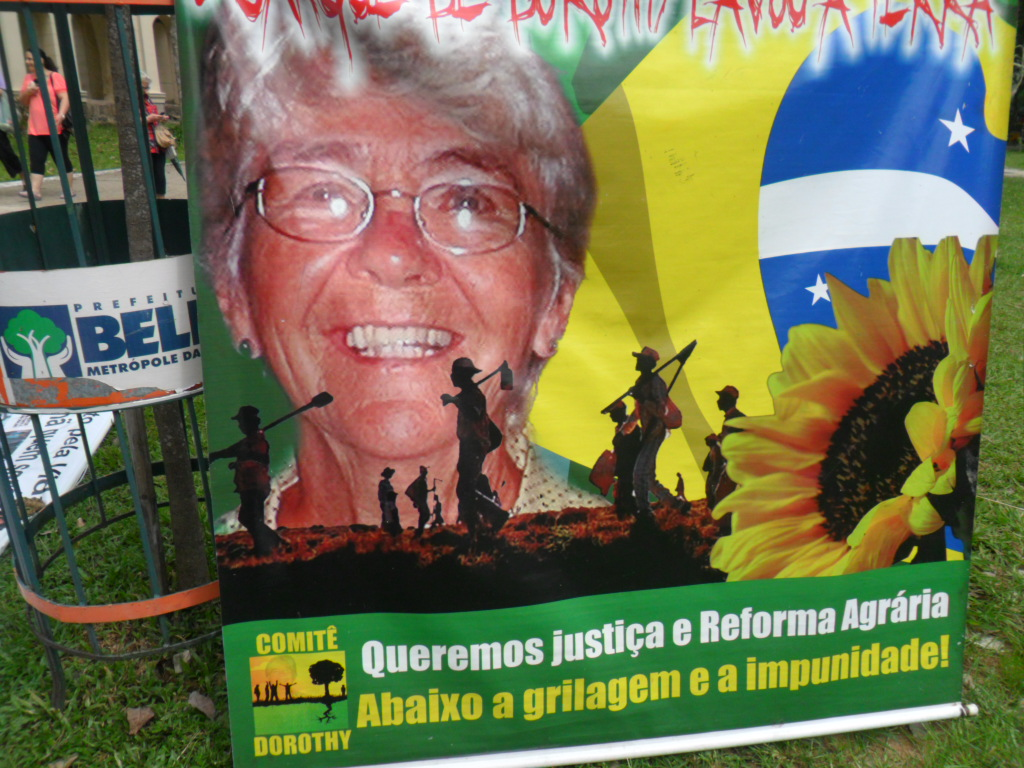
پوستر استنگ برای دفاع از فقرا

صبح روز ۱۲ فوریه ۲۰۰۵، استنگ از خواب بیدار شد تا در اجتماعی در مورد حقوق روستائیان آمازون سخنرانی کند. سیرو یکی از کشاورزان که استنگ را دررفتن به جلسه‌ای که دعوت شده بود همراهی می‌کرد، درحالی‌که سیرو دقایقی با استنگ فاصله داشت اما می‌توانست او را مشاهده کند. سیرو به ناگاه دو مرد مسلح را دید که در تعقیب استنگ بودند و دیگر استنگ را ندید، در نتیجه به پیشروی‌اش ادامه داد، که توسط دو مرد به نام‌های کلودولادو کارلوس باتیستا و رایفران دا نووس سالس که در یک شرکت دامداری شاغل بودند متوقف شد. آنها از او پرسیدند که آیا او اسلحه‌ای دارد یا خیر، و او مدعی شد تنها سلاحش کتاب مقدس است. سپس رایفران به شکم استنگ شلیک کرد و او با صورت به زمین افتاد و سه گلوله دیگر نیز به پشت و سر استنگ نیز شلیک کرد.